# Église Saint-Martin d'Harfleur
L'église Saint-Martin est une église catholique située à Harfleur, en France. Elle est l'un des modèles de l'architecture gothique en Normandie.

## Localisation
L'église est située dans le département français de la Seine-Maritime, sur la commune d'Harfleur.

## Historique
Construit entre le XIVe siècle et le XVIe siècle, l'édifice est classé au titre des monuments historiques en 1840.

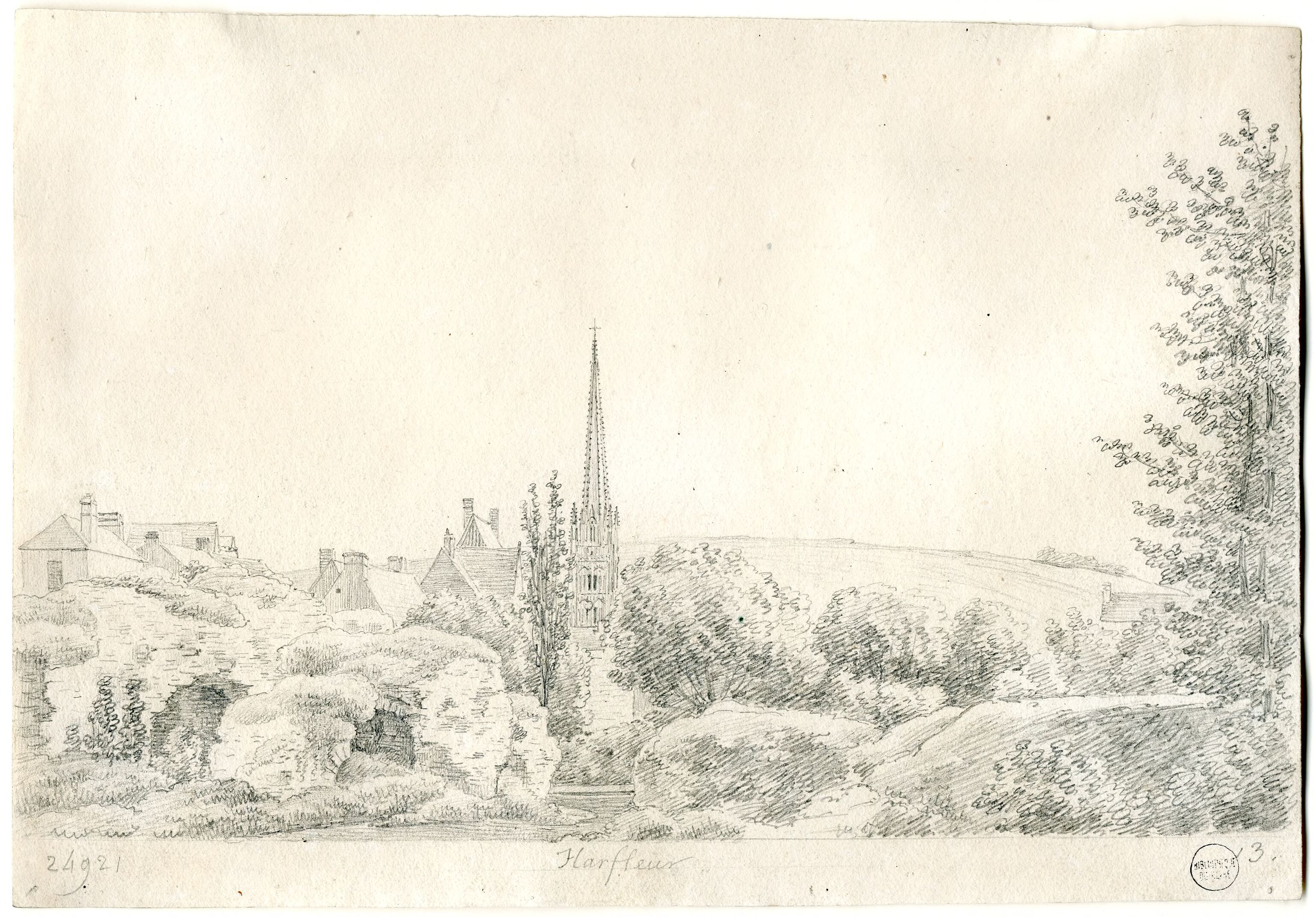
Jules Dumas, Clocher de l'église Saint-Martin. Bibliothèque municipale du Havre. En ligne sur Nutrisco

## Architecture

### intérieur

#### Les vitraux
Installés au milieu du XIXe siècle par le maitre-verrier Drouin, ils ont été détruits en partie le 11 décembre 1915 par l'explosion d'une usine de munitions au Havre et pour le reste au cours de leur dépose en 1942.
Un concours est lancé en 2006 pour la réhabilitation des quinze baies. Il est remporté en 2007 par Bernard Piffaretti associé aux maîtres-verriers Dominique Duchemin et Gilles Rousvoal. Les nouveaux vitraux sont installés entre 2009 et 2011 et inaugurés en janvier 2012,.